# BNO-10-22 – Speciális kódok
 A BNO-kódrendszer hivatalos nemzetközi forrása az Egészségügyi Világszervezet (WHO) honlapja; az ÁEEK által finanszírozott egészségügyi ellátások tekintetében az aeek.hu az irányadó!
Ez a BNO 22. főcsoportja. Ezt a főcsoportot az Egészségügyi Világszervezet 2003 évben hozta létre, Magyarországon ez a módosítás 2009-ben lépett életbe.
Az alábbi kódokat az Országos Egészségbiztosítási Pénztár finanszírozási célból vezettette be, azonban ezeket a kódokat a nemzetközi módosítások átvezetése miatt át kell helyezni.
- U9900 Hypertóniás krízis
- U9920 Status post sanationem
- U9930 Infantilis spinalis laesio (ISL)
- U9940 Laesio cerebri non-progressiva
- U9950 Laesio cerebri progressiva cum effusionem subduralis
- U9960 Laesio cerebri progressiva cum neurodysphagiam
- U9970 Laesio cerebri progressiva epilepsiamque
- U9980 Laesio cerebri progressiva
- U9990 Sine morbo

| Sorszám | Főcsoport                                                                                                | BNO kódok |
| ------- | --- | --------- |
| 01      | BNO-10-01 – Fertőző és parazitás betegségek                                                              | A00–B99   |
| 02      | BNO-10-02 – Daganatok                                                                                    | C00–D48   |
| 03      | BNO-10-03 – A vér és a vérképző szervek betegségei és az immunrendszert érintő bizonyos rendellenességek | D50–D89   |
| 04      | BNO-10-04 – Endokrin, táplálkozási és anyagcsere betegségek                                              | E00–E90   |
| 05      | BNO-10-05 – Mentális és viselkedészavarok                                                                | F00–F99   |
| 06      | BNO-10-06 – Az idegrendszer betegségei                                                                   | G00–G99   |
| 07      | BNO-10-07 – A szem és függelékeinek betegségei                                                           | H00–H59   |
| 08      | BNO-10-08 – A fül és a csecsnyúlvány megbetegedései                                                      | H60–H95   |
| 09      | BNO-10-09 – A keringési rendszer betegségei                                                              | I00–I99   |
| 10      | BNO-10-10 – A légzőrendszer betegségei                                                                   | J00–J99   |
| 11      | BNO-10-11 – Az emésztőrendszer betegségei                                                                | K00–K93   |
| 12      | BNO-10-12 – A bőr és bőralatti szövet betegségei                                                         | L00–L99   |
| 13      | BNO-10-13 – A csont-izomrendszer és kötőszövet betegségei                                                | M00–M99   |
| 14      | BNO-10-14 – Az urogenitális rendszer megbetegedései                                                      | N00–N99   |
| 15      | BNO-10-15 – Terhesség, szülés és a gyermekágy                                                            | O00–O99   |
| 16      | BNO-10-16 – A perinatális szakban keletkező bizonyos állapotok                                           | P00–P96   |
| 17      | BNO-10-17 – Veleszületett rendellenességek, deformitások és kromoszómaabnormitások                       | Q00–Q99   |
| 18      | BNO-10-18 – Máshova nem osztályozott panaszok, tünetek és kóros klinikai és laboratóriumi leletek        | R00–R99   |
| 19      | BNO-10-19 – Sérülés, mérgezés és külső okok bizonyos egyéb következményei                                | S00–T98   |
| 20      | BNO-10-20 – A morbiditás és mortalitás külső okai                                                        | V01–Y98   |
| 21      | BNO-10-21 – Az egészségi állapotot és egészségügyi szolgálatokkal való kapcsolatot befolyásoló tényezők  | Z00–Z99   |
| (22)    | BNO-10-22 – Speciális kódok                                                                              | U00–U99   |